# Архимандрит Владимир (Терлецки)
Архимандрит Владимир Терлецки (раније Хиполит Зигмунд; Волинија, 1808 ― Одеса, 3. јануар 1889) био је руски православни архимандрит.

## Поријекло
Хиполит Терлецки је прешао животни пут од римокатолика, преко унијате до повратка у вјеру предака, православље, поставши православни архимандрит при руској православној цркви. Рођен је у Волињској губернији, која се налазила под руском влашћу. Био је из породице која је дала неколико унијатских бискупа, међу којима је био и познати бискуп љуцки и островски Кирило Терлецки, који је доста радио на унији, као организатор уније из 1596 (Брестовска унија). Неки Терлецки су остали унијате, а неки су се вратили у православље, док су они који су прелазили у католичанство постајали временом Пољаци. Његова породица је припала тим покатоличеним Русима (данас Украјиницима) који су постали Пољаци, па је крштен у католичкој цркви.

## Школовање
При школовању у Кшемјењецком лицеју, био је равнодушан према религији, али се у Виљну, на Универзитету, развио код њега пољски национализам. У вријеме пољског устанка 1830.-1831. учествовао је у коњичком одреду, у којем су били Чајковски и Буђински. По слому устанка, скалања се у Краков, гдје звршава медицину и ради у тајним демократским организацијама. Због тога је морао емигрирати 1836. преко Трста и одлази у Швајцарску, гдје врши функцију секретара Пољског савјета, а затим иде у Француску, гдје 1838. полаже докторат из медицине, с којом се није могао бавити. Као републиканац, припадао је демократској грани пољске емиграције. Због идеологије се брзо разишао са демократама. У Кракову је почео да чита Свето писмо, напушта медицину и предаје се проучавању религије. У Риму код језуита наставља школовање.

## Рад на црквеној унији
Године 1843. рукоположен је за свећеника и добија степен доктора богословља. Прво служи при једној светој обитељи. Са пољским редовницима, који су тада били у Риму, оснива нови редовнички ред који је назван змартвихвстањци, за који саставља и правила. Ту је био први међу седморицом оснивача. Сазнање да су му преци били православци га је вукло православном обреду. Пошто не налази веће разлике у православном и католичком обреду, више је нагињао православном обреду. У Риму је држао предвања о улози његових предака у раду на унији у Пољској. Зато је тај ред подијелио на два дијела, на унијатски и римокатолички. Пошто се остали чланови оснивачи реда нису с тим сложили, с њима се разишао. Научио је службу на црквенословенском језику за унијате и отпочиње рад на унији, признавши папу за поглавара.
Након што је постао свештеник, из Беча је кренуо у Краков да посјети сина. Тамо му је забрањено да служи унијатску службу, па преко Минхена одлази у Париз. 1844. и 1845. путује по Француској као мисионар међу Пољацима. Помагао је Пољаке који су били сиромашни и инвалиди. То је чинио у име друштва за доброчинство, под предсједништвом жене кнеза Чарториског. Нови Папа Пије IX (1846.) ради на уједињењу са православнима. Терлецки је хтјео искористити ту папину жељу и да оствари своју идеју, да потчини православље римокатолицизму. Због тога иде у Рим. Папа га прима и он му износи свој план о унији. Основано је Источно друштво, које је радило на унији. Пола чланова су били католици, а пола унијате. Терлецки постаје секретар тог друштва и даје му се дозвола да се врати обреду својих предака, унијата. У јануару 1847. поднета је промеморија, којом је предлаган православни обред, помоћу којег би се православни лакше превели на унију, јер су православци мрзили католике, због њима неразумљиве службе на латинском језику. Тако се Терлецки залагао за службу на словенском језику и да латински не буде испред других језика.
Руска шизма му је била највећа опасност по унију. Да би придобили руску цркву морали су усвојити православни обред, коју би католички свећеници служили на словенском језику. Предложио је обнову реда Св. Василија у Риму. 17. јула 1847. у Риму се оснива Источно друштво за унију свих хришћана Истока. Било је опоцизије том пројекту, који је конкурисао Пропаганди (инквизицији, која је исто била задужена за тај посао).
Настојао је да наметне црквену унију 1848. у Србији, а у томе је сарађивао са бискупом Штросмајером. Како је имао противнике у Бечу, који су се плашили да шири тако панславизам, тражио је помоћ и подршку од Андрије Торквата Брлића који би утицао да га штити бискуп Штросмајер. Боравио је и у Београду гдје је имао контакте и са Матијом Баном, од којег је у Загреб понијео писмо за Људевита Гаја. На путу од Београда до Загреба, прошао је кроз Брод на Сави гдје упознаје Србина католика Игњата Брлића, оца Андрије Торквата Брлића. У Ђакову је посјетио и Мату Топаловића. У Риму му Пропаганда омета рад. У Дрездену преко Лукше Гучетића тражи визу за Аустрију, коју не добија. Након хапшења у мају 1849. у Дрездену, због револуције, 33 дана борави у затвору. Одлази у Париз гдје са надбискупом Сибуром оснива Католички словенски институт за спремање мисионара. У августу 1850. освећује у Паризу православно-словенско-католичку капелу. Островски га је због тога напао, сматрајући да он тиме помаже Москву. Терлецки се бранио да је његово поље искључиво вјерско, а не политичко. И нунције у Паризу је био против његовог рада, због чега је осуђивао и париског бискупа. Поред капеле основао је и богословију у Паризу. Она је требала бити расадник унијатских свећеника. Терлецки је оптуживан у Риму да је православан у души, револуционар и др. Са Андријом Брлићем се срео у Паризу у јануару 1849. године. Брлић је тада чуо да је Терлецки послан од папе да одвоји Русине од православља и да папа именује унијатског кардинала. Жалио се Брлићу да му језуити у Риму ометају рад. Сматрао је да је Брлић у праву да Србија треба да буде центар народне акције, не само за Југословене него и за све Словене. Брлић се заузимао за Терлецког код Штросмајера.
Због напада Пропаганде и каснијег хладног папиног држања у одосу на његов рад, прекида свој рад у Паризу. Распушта богословију и наређује богословима да све паре подијеле, а ствари и друге вриједности из богословије да пошаљу у Лавов Народном дому и руској цркви, јер је, како је записао, то била својина руског народа. Ријешио је да се замонаши. Како му је забрањено да дође у Галицију, у Мађарској 1858. ступа у ред базилијана, узевши име Владимир, са којим остаје до краја живота. Бечки нунције је био против њега и протјеран је, јер су сматрали да он ради у корист панславизма и Русије.

## Повратак у православље
Када се увјерио да га више не подржава ни папа, ни Пропаганда ни унијати и римокатолички бискупи, ни пољски редовници, ни агенти Чарториског, ни француско Министарство просвјете, ни аустријске власти, па ни Словени у Турској и Аустрији, ријешио је да оде у Русију, гдје је у Кијеву јавно прешао у православље и ту остаје двије године у манастиру Светог Михаила. Од 1878. до 1879. је био свештеник кнеза Демидова у Флоренцији. Тада су чињени покушаји да се он врати у крило римокатоличке цркве. Предлагано је да га пошаљу у Бугарску. Све понуде је одбијао, рекавши да је под старе дане нашао хљеб и грицкаће га до краја живота. По смрти Демидова и његовог сина, кнегиња му даје пензију од 1200 рубаља, па је од 1879. као руски православни архимандрит живио у Житомјежу и Одеси у којој умире 21. децембра 1888. по старом, или  по новом календару, 3. јануара 1889.